# Randi Gustad
Randi Heggemsnes Gustad (* 2. Mai 1977) ist eine ehemalige norwegische Handballspielerin, die für die norwegische Nationalmannschaft auflief, und Sportfunktionärin. Seit Mai 2025 ist sie die Präsidentin des Norwegischen Handballverbands (NHF)

## Karriere

### Im Verein
Gustad lief in der Saison 1996/97 für Refstad-Veitvet IL in der höchsten norwegischen Spielklasse auf. Anschließend schloss sich die Kreisläuferin dem Ligakonkurrenten Nordstrand IF an. Zwar kündigte sie im Frühjahr 2006 ihr Karriereende an, jedoch setzte sie in der Folgesaison ihre Karriere fort.  Als Gustad Anfang des Jahres 2008 schwanger wurde, beendete sie endgültig ihre Karriere. Mit Nordstrand gewann sie 2004 die norwegische Meisterschaft sowie 2002 den norwegischen Pokalwettbewerb. Weiterhin stand sie mit Nordstrand in der Saison 2000/01 im Finale des Europapokals der Pokalsieger.

### In Auswahlmannschaften
Gustad bestritt 17 Länderspiele für die norwegische Jugendnationalmannschaft sowie 26 Partien für die norwegische Juniorinnennationalmannschaft. Mit der Juniorinnenauswahl belegte sie sowohl bei der U-19-Europameisterschaft 1996 als auch bei der U-20-Weltmeisterschaft 1997 den vierten Platz. Gustad lief in den Jahren 2004 und 2005 insgesamt 50 Mal für die norwegische A-Nationalmannschaft auf. Mit der norwegischen Auswahl gewann sie bei der Europameisterschaft 2004 die Goldmedaille.

### Präsidentin des Norwegischen Handballverbands
Am 11. Mai 2025 wurde sie als Nachfolgerin von Kåre Geir Lio zur neuen Präsidentin des Norges Håndballforbund (NHF), des norwegischen Handballverbands, gewählt. Sie war die einzige Kandidatin für den Posten.

## Sonstiges
Gustad studierte Jura und gründete eine Anwaltskanzlei. Mittlerweile arbeitet Gustad in der Rechtsabteilung vom norwegischen Fernsehsender TV 2, bei dem sie zusätzlich Handballübertragungen als Expertin begleitet.
Gustad heiratete im Jahr 2009 den norwegischen Handballspieler Lasse Lie, mit dem sie zwei gemeinsame Kinder hat.